# Jōmon
Jōmon (jap. 縄文時代 Jōmon jidai; słowo jōmon oznacza „ornament sznurowy”) – okres w chronologii Japonii odpowiadający neolitowi. Nazwa pochodzi od motywu umieszczanego na naczyniach ceramicznych. Często jest dzielony na pięć podokresów dla środkowej Japonii oraz na trzy okresy dla Kiusiu i Hokkaido. Kultura tego okresu była stopniowo wypierana ku północy i wschodowi. Za czas trwania okresu Jōmon uważa się lata od 12 000 p.n.e. do 300 p.n.e. (niektóre źródła podają rok 250 p.n.e.).
Termin jest ściśle związany ze społecznością myśliwych i zbieraczy, która występowała na obszarze od południowego Riukiu po północną Japonię. Nie zajmowali się uprawą roślin, w zależności od lokalizacji ludzie trudnili się przede wszystkim zbieractwem, myślistwem i rybołówstwem. Wytwarzali narzędzia z kamienia i kości m.in. haczyki do wędek i ostrza do harpunów. Ponadto w polowaniach korzystali z łuków, pułapek oraz udomowionych psów. W miarę doskonalenia narzędzi myślistwo stało się podstawowym zajęciem.

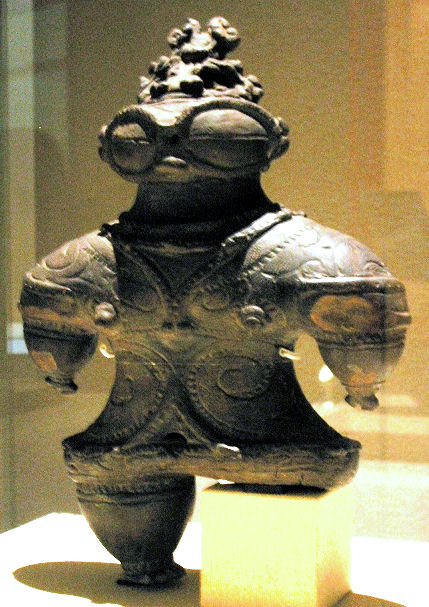
Statuetka dogū z okresu Jōmon

Najważniejszym osiągnięciem kultury Jōmon jest ręcznie lepiona ceramika. Ceramiczne naczynia z tego okresu uznawane są za najstarsze na świecie. Wyrobem ceramiki zajmowały się kobiety, co jest charakterystyczne dla kultur neolitu. Używana glina była mieszana z innymi substancjami, jak łyszczyk, ołów i skruszone muszle. Uformowane naczynia były wygładzane za pomocą narzędzi zarówno z zewnętrznej, jak i wewnętrznej strony. Następnie wypalano je w temperaturze nie przekraczającej 900 °C. W miejscu osad znaleziono wiele glinianych figurek, które świadczą o jednym z pierwszych kultów na wyspach. Najczęściej przedstawiają one kobiety, rzadziej zwierzęta, czasami półludzi-półzwierzęta. Liczne wizerunki kobiet wśród znalezionych figurek pozwalają domniemać matrylinearną organizację społeczeństwa w okresie Jōmon.
Kres kultury Jōmon datuje się na 300–250 p.n.e., kiedy to napływ społeczności Yayoi spowodował wyparcie ludu Jōmon na północ i wschód oraz późniejszą asymilację.
Pierwszych znalezisk archeologicznych z okresu Jōmon dokonał amerykański zoolog i orientalista Edward Morse w roku 1877 w Ōmori na linii Tokio – Jokohama. Wydarzenie to uważa się za początki archeologii w Japonii.